# OperaTor
OperaTor là một bộ phần mềm bao gồm trình duyệt Opera, mạng lưới ẩn danh Tor và Polipo. Nó cung cấp một khả năng lướt web ẩn danh. Nó có thể được cài đặt vào một thiết bị lưu trữ gắn ngoài (như USB chẳng hạn). OperaTor sẽ không lưu trữ bất kỳ thông tin nào trên chiếc máy tính mà bạn đã cắm chiếc USB của mình vào. Phiên bản 3 của OperaTor được phát hành vào 12 tháng 6, năm 2008.